# Diplolaimella allgeni
Diplolaimella allgeni is een rondwormensoort uit de familie van de Monhysteridae.